# Elektromos hajó

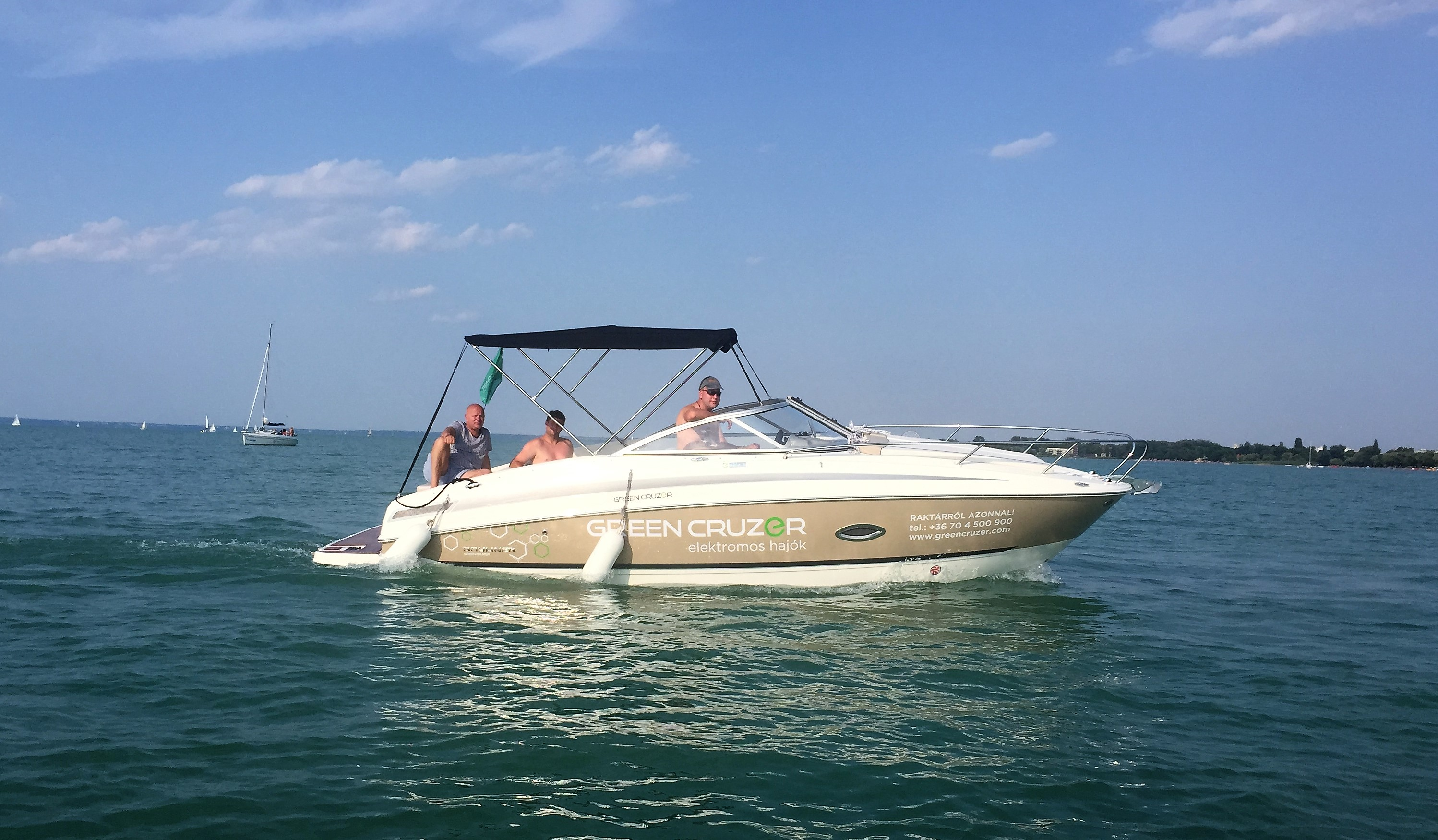
Bayliner Greencruzer márkájú elektromos hajó

Az elektromos hajó olyan vízi jármű, amelyet villanymotor hajt.
Az 1880-as évek óta létezik. Az 1920-as évekig kifejezetten népszerűek voltak a villanymotoros hajók, ezt követően viszont nagyrészt a hajózásban is előtérbe kerültek a belső égésű motorok. A villanymotoros hajók újabb generációja az 1970-es években jelent meg, részben az olajválság hatására. Fontos fejlemény volt a napelemek megjelenése, mivel segítségükkel az elektromos hajó elvileg a nyílt tengeren is újratöltheti az akkumulátorait, vagyis más motoros hajókhoz képest nem korlátozza az, hogy rendszeresen vissza kell térnie a kikötőbe üzemanyagért.

## Működése
A modern elektromos hajókban típustól függően többféle tölthető akkumulátor található, a villanymotor ebből nyeri a propeller működtetéséhez szükséges energiát. A leggyakoribbak a hagyományos ólomsavas akkumulátorok (ilyen akkumulátorokkal működnek egyes civileknek gyártott hajók is). Léteznek emellett lítium-ionos, valamint üzemanyagcellás akkumulátorral működő modellek, ezek azokban egyelőre viszonylag költségesek és alacsony hatásfokúak.
Az akkumulátor mérete elsősorban azt határozza meg, milyen távolságot tud megtenni újratöltés nélkül. Nem mindegy az sem, milyen gyorsan halad a hajó: alacsonyabb sebességgel haladva arányaiban is kevesebb energiát fogyaszt, így nagyobb távolságokat tud megtenni.
Egyes hajókon olyan eszközök is találhatók, amelyekkel a hajó energiát spórolhat. A leggyakoribbak a napelemek, amelyekkel parkoláskor, vagy akár üzem közben is folyamatosan tölthetők az akkumulátorok. Egyes hajókon szélkereket használnak, másokra vontatható generátort szereltek fel, mindkettő a hajó mozgási energiáját használja ki. Léteznek emellett hibrid hajók is, ahol a villanymotor mellett dízel- vagy benzinmotor is működik. Ilyenkor vagy mindkét motor váltva hajtja a propellert, vagy a robbanómotor egy generátor segítségével tölti az akkumulátorokat.

## A kezdetek
A legelső, kísérleti elektromos hajót Moritz von Jacobi német feltaláló készítette 1839-ben. A hajó 7,3 méter hosszú volt és 14 utast tudott szállítani 4,8 km/h sebességgel. Szentpéterváron, a Néva folyón sikeres próbautat hajtott végre, elterjedtté azonban egyelőre nem vált ez a technológia.
A villanymotorok és az elemek csak az 1880-as évekre érték el azt a szintet, hogy széles körben lehessen őket alkalmazni. 1880-ban Gustave Trouvé francia mérnök készített egy kisebb elektromos motort tervezett, ami képes volt lapátkerekek meghajtására. Később ugyanő propellerek használatát javasolta a hajókon.
Később Anthony Reckenzaun osztrák származású brit feltaláló az Electrical Power Storage Company mérnökeként végzett úttörő munkát az elektromos hajózás terén. Az ő nevéhez fűződik az első praktikus, elemről működő motoros hajó, az Electricity megépítése. A 7 méter hosszú hajó teste acélból készült, az elemeket és a villanymotort a fedélzeti ülések alatt helyezték el. Az elemek összesen hat órányi haladást tettek lehetővé átlagosan 12,9 km/h sebességgel. Az Electricityt már az idegenforgalomban használták is, a Temzén utaztattak vele embereket. Fő vonzereje a csendes és sima haladás volt.
Két év múlva Moritz Immisch és William Keppel elektromos járművek gyártására specializált céget alapítottak. Az ő egyik alkalmazottjuk volt Magnus Volk, aki a hajózási osztály vezetője lett. A ’80-as as években a cég állította fel az első bérelhető elektromoshajó-flottát, sőt, nyolc töltőállomást is felszereltek végig a Temze mentén – ezek később korabeli turisztikai térképeken is feltűntek. A cég hajói komoly népszerűségre tettek szert a gazdag turisták körében, akik kedvéért luxuskivitelű elektromos hajók is készültek, amelyek akár 75 utast is szállíthattak. 55 elektromos hajót a chicagói világkiállításon is bemutattak, rendkívül nagy sikerrel: több mint egymillió ember próbálta ki őket.
Az 1880 és1920 közötti időszak volt az elektromos hajózás aranykora. Ekkoriban a belső égésű motorok még gyerekcipőben jártak, a civil hajózásban mindvégig a gőzhajók voltak a legelterjedtebbek. Bár az elektromos hajók nem voltak képesek nagy súly szállítására, a rövid távú, folyami vagy tavi hajózásban kényelmes és csendes alternatívát jelentettek a gőzhajóknak.

## Hanyatlása
A belső égésű motorok fejlődésével, különösen a csónakmotorok megjelenése miatt az 1920-as évektől kezdve elektromos motorok aranykora is leáldozott, néhány kivételtől eltekintve a legtöbb helyen az elektromos hajókat benzin- vagy dízelmotorosokra cserélték. Az ilyen kivételek egyike volt a németországi Königssee tó, ahova környezetvédelmi okokból 1909 óta nem engednek be gőz- vagy robbanómotoros hajókat, csak vitorlásokat és villanymotorosokat. A villanymotorok emellett általánosan elterjedtté váltak a tengeralattjárókban. Az első ilyen tengeralattjárót, a Peralt 1888-ban bocsátotta vízre a spanyol flotta. Későbbi modellekben már dízelmotorral kombinálták a villanymotorokat: a víz alatt a tengeralattjárót az elemekről működő villanymotor, a víz felett dízelmotor hajtotta.

## Modern elektromos hajók
Az 1970-es évektől kezdve ismét megnövekedett az érdeklődés az elektromos hajók iránt. Ennek oka az emelkedő üzemanyagárak, a költséghatékonyabbá váló villanymotorok és a fokozódó környezettudatosság. A technológiának komoly lökést adott a napelemek fejlődése. Az 1990-es évektől kezdve több, villanymotorral és napelemmel is felszerelt hajó is forgalomba került, elsősorban hobbicélra készült yachtok, kisebb hajók és motorcsónakok.
2010-ben mutatták be Németországban a Tûranor PlanetSolar nevű katamaránt, ami 35×26 méteres testével a történelem legnagyobb napelemes hajója. A hajó az energiát 537 négyzetméternyi napelemből nyeri. 2012-ben a Tûranor PlanetSolar volt az első hajó, amely fosszilis üzemanyag felhasználása nélkül megkerülte a Földet.
Napjainkban több nagy hajózási társaság is tervezi napelemes hajók rendszerbe állítását. A japán Nippont Yusen a Nippon Oil Corporation energetikai vállalattal közösen egy 60 000 tonnás, napelemekkel működő hajón dolgozik, amely a tervek szerint a Toyota autóit szállítja majd. Indiában 2016-ban állították rendszerbe az Aditya nevű napelemes kompot, ami Vaikkom és Thavanakkadavu között szállít nap mint nap utasokat.

## Elektromos hajók Magyarországon
A Balatonon más motorcsónakokkal szemben engedélyezett az elektromos hajók használata. A tó környékén található e-töltőállomások az autók mellett alkalmasak hajók, csónakok feltöltésére is.  2012-ben a Balatonikum Egyesület rendezte meg az első magyarországi, elektromos hajóknak szánt NONSTOP Balaton Tour versenyt.
Magyarországon kereskedelmi forgalomban a napelemes hajók közül a Bayliner által gyártott Greencruzer széria modelljei kaphatók, emellett több helyen bérelhetők elektromos hajók.
Szegeden egy uniós pályázat keretében épült meg egy napelemes lakóhajó, a készítők tervei szerint nulla károsanyag-kibocsátás mellett működik majd.

## Fordítás
Ez a szócikk részben vagy egészben a Electric boat című angol Wikipédia-szócikk ezen változatának fordításán alapul.  Az eredeti cikk szerkesztőit annak laptörténete sorolja fel. Ez a jelzés csupán a megfogalmazás eredetét és a szerzői jogokat jelzi, nem szolgál a cikkben szereplő információk forrásmegjelöléseként.